# Rune Brattsveen
Rune Brattsveen (ur. 5 kwietnia 1984 w Dokka) – norweski biathlonista, dwukrotny medalista mistrzostw świata.

## Kariera
W zawodach Pucharu Świata zadebiutował 29 listopada 2007 roku w Kontiolahti, zajmując 40. miejsce w biegu indywidualnym. Pierwsze punkty (do końca sezonu 2007/2008 punktowało 30. najlepszych zawodników) wywalczył dwa dni później w tej samej miejscowości, kończąc rywalizację w sprincie na dziewiątej pozycji. Nigdy nie stanął na podium indywidualnych zawodów tego cyklu, kilkukrotnie jednak dokonał tego w sztafecie, odnosząc przy tym dwa zwycięstwa: 10 stycznia 2008 roku w Ruhpolding i 11 grudnia 2011 roku w Hochfilzen. Najlepsze wyniki osiągnął w sezonie 2007/2008, kiedy zajął 23. miejsce w klasyfikacji generalnej.
Podczas mistrzostw świata w Chanty-Mansyjsku w 2008 roku wspólnie z Emilem Hegle Svendsenem, Halvardem Hanevoldem i Ole Einarem Bjørndalenem zdobył srebrny medal w sztafecie. Na tej samej imprezie był też między innymi jedenasty w biegu masowym i piętnasty w biegu pościgowym. Na rozgrywanych cztery lata później mistrzostwach świata w Ruhpolding razem z Bjørndalenem, Svendsenem i Tarjei Bø zwyciężył w tej samej konkurencji. Zdobył też trzy medale mistrzostw Europy w Ufie w 2009 roku: złote w sprincie i sztafecie oraz brązowy w biegu pościgowym.

## Osiągnięcia

### Mistrzostwa świata
| Rok  | Miejscowość | Konkurencje | Konkurencje | Konkurencje | Konkurencje | Konkurencje | Konkurencje | Konkurencje |
| Rok  | Miejscowość | IN          | SP          | PU          | MS          | RL          | MR          | SR          |
| ---- | ----------- | ----------- | ----------- | ----------- | ----------- | ----------- | ----------- | ----------- |
| 2008 | Östersund   | –           | 38.         | 15.         | 11.         | 2.          | 8.          | –           |
| 2012 | Ruhpolding  | 46.         | –           | –           | –           | 1.          | –           | –           |

### Mistrzostwa Europy
| Rok  | Miejscowość | Konkurencje | Konkurencje | Konkurencje | Konkurencje | Konkurencje | Konkurencje | Konkurencje |
| Rok  | Miejscowość | IN          | SP          | PU          | MS          | RL          | MR          | SR          |
| ---- | ----------- | ----------- | ----------- | ----------- | ----------- | ----------- | ----------- | ----------- |
| 2009 | Ufa         | DNS         | 1.          | 3.          | nd.         | 1.          | nd.         | –           |
| 2010 | Otepää      | 12.         | 5.          | DNS         | nd.         | 5.          | nd.         | –           |

### Mistrzostwa świata juniorów
| Rok  | Miejscowość     | Konkurencje | Konkurencje | Konkurencje | Konkurencje | Konkurencje | Konkurencje | Konkurencje |
| Rok  | Miejscowość     | IN          | SP          | PU          | MS          | RL          | MR          | SR          |
| ---- | --------------- | ----------- | ----------- | ----------- | ----------- | ----------- | ----------- | ----------- |
| 2002 | Ridnaun         | 48.         | 19.         | 9.          | nd.         | –           | nd.         | –           |
| 2003 | Kościelisko     | 5.          | 5.          | 5.          | nd.         | 4.          | nd.         | –           |
| 2004 | Haute Maurienne | 16.         | 19.         | 4.          | nd.         | –           | nd.         | –           |
| 2005 | Kontiolahti     | 14.         | 6.          | 17.         | nd.         | 10.         | nd.         | –           |

### Puchar Świata

#### Miejsca w klasyfikacji generalnej
| Sezon     | Miejsce |
| --------- | ------- |
| 2007/2008 | 23.     |
| 2008/2009 | 73.     |
| 2009/2010 | 116.    |
| 2010/2011 | 49.     |
| 2011/2012 | 43.     |

#### Miejsca na podium w zawodach
Brattsveen nigdy nie stanął na podium indywidualnych zawodów PŚ.